# Patricio Kuhn
Patricio Eduardo Kuhn Artigues (12 de enero de 1956) es un político chileno, militante del partido Unión Demócrata Independiente (UDI). Desde noviembre de 2020 hasta marzo de 2022 se desempeñó como intendente de la región del Biobío y delegado presidencial de la misma región en el gobierno del presidente Sebastián Piñera.

## Carrera política
Fue alcalde de Concepción, siendo concejal por la comuna fue elegido por el Concejo Municipal en 2010 para suceder a Jacqueline van Rysselberghe cuando asumió el cargo de Intendenta del Biobío. Es militante del partido Unión Demócrata Independiente (UDI). 
Fue elegido consejero regional del Gobierno Regional del Biobío en las elecciones de 2017, cargo que ejerció hasta el 20 de noviembre de 2020, cuando fue nombrado por el presidente Sebastián Piñera como Intendente del Biobío, en reemplazo de Sergio Giacaman.

## Vida personal
Es separado y tiene dos hijos. 

## Historial electoral

### Elecciones municipales de 2008
- Elecciones municipales de 2008 para concejales de la comuna de Concepción[4]

(Se consideran sólo los candidatos con más del 0,6% de los votos)
| Candidato                           | Pacto                    | Partido | Votos  | %     | Resultado |
| ----------------------------------- | ------------------------ | ------- | ------ | ----- | --------- |
| Enrique van Rysselberghe Herrera    | Alianza                  | UDI     | 29 520 | 31,85 | Concejal  |
| Álvaro Ortiz Vera                   | Concertación Democrática | PDC     | 12 389 | 13,37 | Concejal  |
| Rodrigo Díaz Worner                 | Concertación Democrática | PDC     | 8452   | 9,12  | Concejal  |
| Christian Paulsen Espejo-Pando      | Alianza                  | RN      | 5253   | 5,67  |           |
| Andrea Aste Von Bennewitz           | Concertación Progresista | PPD     | 4415   | 4,76  |           |
| Escequiel Domingo Riquelme Figueroa | Por un Chile limpio      | ILA     | 3324   | 3,59  | Concejal  |
| Juan Inostroza Leiva                | Concertación Democrática | PS      | 3151   | 3,40  |           |
| Héctor Muñoz Uribe                  | Por un Chile limpio      | PRI     | 2811   | 3,03  |           |
| Fernando González Sánchez           | Alianza                  | UDI     | 2106   | 2,27  | Concejal  |
| Alex Iturra Jara                    | Juntos Podemos Más       | PC      | 1902   | 2,05  |           |
| Edelmira Carrillo Paz               | Concertación Democrática | PDC     | 1468   | 1,58  |           |
| Alejandra Smith Becerra             | Concertación Democrática | PDC     | 1423   | 1,54  | Concejala |
| Patricio Lynch Gaete                | Alianza                  | UDI     | 1388   | 1,50  | Concejal  |
| Pamela Alejandra Santos Vergara     | Por un Chile limpio      | PRI     | 1333   | 1,44  |           |
| Jorge Condeza Neuber                | Alianza                  | ILE     | 1325   | 1,43  |           |
| Eduardo José De La Barra Vega       | Concertación Progresista | PRSD    | 1160   | 1,25  |           |
| Rodrigo Alarcón Quezada             | Juntos Podemos Más       | PC      | 1102   | 1,19  |           |
| Juan Guillermo Cruz Rivera          | Concertación Progresista | PPD     | 1028   | 1,11  |           |
| Raúl Ruiz Vallejos                  | Juntos Podemos Más       | ILD     | 890    | 0,96  |           |
| Guillermo Fernández Stevenson       | Alianza                  | RN      | 873    | 0,94  |           |
| José Miguel Zapata Vergara          | Concertación Democrática | PS      | 795    | 0,86  |           |
| Jorge Aguayo Cerro                  | Juntos Podemos Más       | ILD     | 786    | 0,85  |           |
| Antenor Uribe Vergara               | Concertación Democrática | PS      | 724    | 0,78  |           |
| Patricio Kuhn Artigues              | Alianza                  | UDI     | 631    | 0,68  | Concejal  |

### Elecciones municipales de 2012
- Elecciones municipales de 2012, para el Concejo Municipal de Concepción[5]

(Se consideran los candidatos con más del 1,5% de los votos)
| Candidato                      | Pacto                          | Partido | Votos | %     | Resultado |
| ------------------------------ | ------------------------------ | ------- | ----- | ----- | --------- |
| Patricio Kuhn Artigues         | Coalición                      | UDI     | 7.687 | 11,17 | Concejal  |
| Alejandra Smith Becerra        | Concertación Democrática       | PDC     | 7.116 | 10,34 | Concejala |
| Ariel Ulloa Azocar             | Concertación Democrática       | PS      | 4.621 | 6,71  | Concejal  |
| Joaquín Eguiluz Herrera        | Coalición                      | RN      | 4.508 | 6,55  | Concejal  |
| Jaime Monjes Farías            | Concertación Democrática       | PDC     | 4.436 | 6,44  | Concejal  |
| Eric Aedo Jeldres              | Concertación Democrática       | PDC     | 3.776 | 5,49  | Concejal  |
| Héctor Muñoz Uribe             | Coalición                      | ILH     | 3.771 | 5,48  | Concejal  |
| Fabiola Troncoso Alvardo       | Concertación Democrática       | PDC     | 3.417 | 4,96  | Concejala |
| Christian Paulsen Espejo-Pando | Coalición                      | ILH     | 2.983 | 4,33  | Concejal  |
| Patricio Lynch Gaete           | Coalición                      | RN      | 2.638 | 3,83  |           |
| Escequiel Riquelme Figueroa    | Regionalistas e Independientes | ILB     | 2.270 | 3,30  |           |
| Fernando González Sánchez      | Coalición                      | UDI     | 2.126 | 3,09  |           |
| Patricia García Mora           | Concertación Democrática       | PS      | 1.748 | 2,54  |           |
| Dante Gebauer Muñoz            | Concertación Democrática       | PS      | 1.365 | 1,98  |           |
| Augusto Parra Ahumada          | Por un Chile Justo             | PRSD    | 1.277 | 1,85  |           |
| Alex Iturra Jara               | Por un Chile Justo             | PC      | 1.218 | 1,77  | Concejal  |
| Jorge Aguayo Cerro             | Regionalistas e Independientes | PRI     | 1.120 | 1,62  |           |

### Elecciones de consejeros regionales de 2017
- Elecciones de consejeros regionales de 2017, para el Consejo Regional del Biobío [6]

| Candidatos                                          | Coalición | Partido | Votos  | %       |
| Patricio Kuhn Artigues                              | ChV       | UDI     | 11 830 | 10,04 % |
| Marlene Pérez Cartés                                | ChV       | Ind-UDI | 9800   | 8,32 %  |
| Patricio Lynch Gaete                                | ChV       | RN      | 8478   | 7,20 %  |
| Andrés Parra Sandoval                               | LFM       | PS      | 5902   | 5,01 %  |
| Javier Sandoval Ojeda                               | FA        | Poder   | 5107   | 4,33 %  |
| Resultados al 100% de las mesas escrutadas (Servel) |           |         |        |         |